# Mechlenreuth
Mechlenreuth ist ein Gemeindeteil der Stadt Münchberg im Landkreis Hof (Oberfranken, Bayern).

## Geographie

### Geographische Lage

Ortskern Mechlenreuth

Die Ortschaft liegt am Rande des Naturparks Fichtelgebirge. Die Nachbarortschaften sind (im Uhrzeigersinn) Münchberg, Weißdorf, Stockenroth-Germersreuth, Großlosnitz, Kleinlosnitz und Mussen. Das Dorf liegt auf einer Höhe von 545 m ü. NN zwei Kilometer südlich der Stadt Münchberg. Im Süden und Osten ist Mechlenreuth von Wäldern umgeben. Im Nordwesten erhebt sich der Kapellenberg, die höchste Erhebung des Dorfgebiets. Er bildet die Grenze zu dem inzwischen mit Münchberg zusammengewachsenen ehemaligen Gemeindeteil Mechlenreuth Nord. Das Zentrum des Dorfs gruppiert sich um einen baumbestandenen Anger mit Dorfteich. Zum Dorf Mechlenreuth gehören auch die Weiler und Einzelhöfe Obere Eiben, Untere Eiben, Umspannwerk Mechlenreuth, Rußhütte, Lohziegelei und Dietelsmühle.

Durchschnittlicher Niederschlag von 1961–1990

### Klima
Durch die Lage des Dorfes in einem Mittelgebirgsraum ist das Klima vergleichsweise kühl und feucht. Die mittlere Jahrestemperatur beträgt etwa 5 bis 6 °C. Die mittlere jährliche Niederschlagsmenge liegt bei etwa 926 Millimeter. An der bewaldeten Südseite kommt es durch den Mussenbach in den Herbstmonaten häufig zu Nebelbildung und Überschwemmungen. Da sich Mechlenreuth in Hanglage befindet, bleibt das Dorf, mit Ausnahme der Dietelsmühle, meist verschont.

### Geologie
Geologisch liegt Mechlenreuth auf der Münchberger Gneismasse, einer Hochebene inmitten des so genannten Alten Gebirges Nordostbayerns. Die Böden dieser Region bestehen in erster Linie aus den Gesteinen Amphibolit, Gneis und Phyllit. Sie unterscheiden sich damit von denen des nahen Fichtelgebirges, welche zu etwa 40 % aus Granit bestehen.

## Geschichte

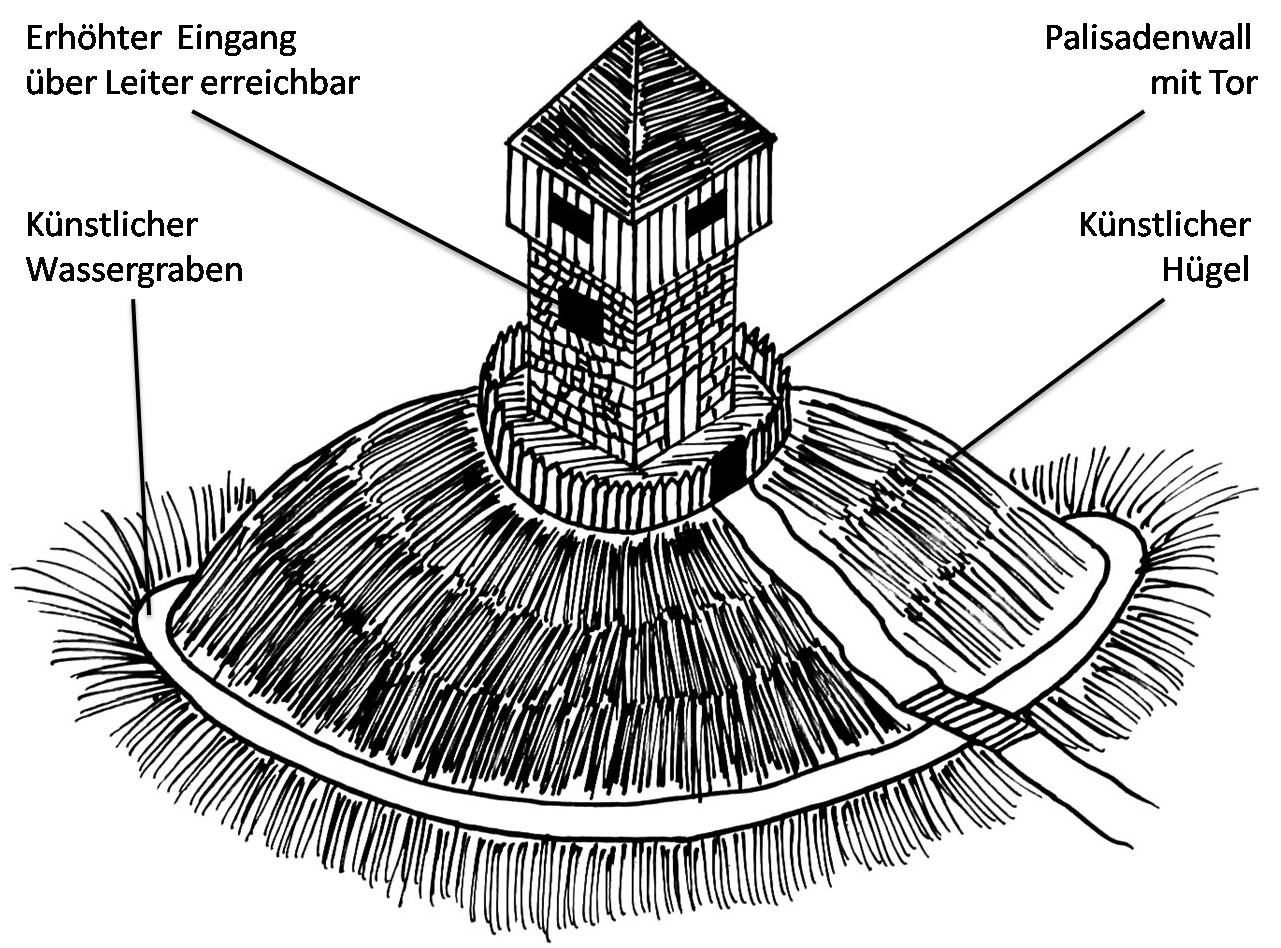
Beispielhafter Rekonstruktionsversuch eines Turmhügels

### Namensentwicklung
Es ist nicht eindeutig geklärt, wie der Name entstand. In den Urkunden variieren Schreibweise und Aussprache. 1140 soll der Ort „Metilesreut“ genannt worden sein. Eine Namensanalyse der Universität Regensburg vom 6. März 2009 ergab, dass sich aufgrund des fehlenden Dentals d oder t nach l und insbesondere durch die Genitivendung es auf den Namen eines Mannes schließen lässt. Mechlenreuth hat in späteren Erwähnungen allerdings den weiblichen Grundnamen Mechthild. Die Endung -reuth bzw. -rut deutet auf eine Rodung hin. Aus verschiedenen Beurkundungen gehen folgende Ortsnamens-Varianten hervor:
| - 1185 „Methildereute“ - 1220 „Methildruth“ - 1323 „Mahilttrütt“ - 1323 „Mechtildereuth“ - 1373 „Mechthildenreuth“ | - 1408 „Mechthildenreuth“ - 1517 „Mechlareuth“ - 1523 „Mechelereuth“ - 1720 „Meglareuth“ |

### Geschichte
Man nimmt an, dass es sich bei Mechlenreuth ursprünglich um eine Raststelle von Mönchen oder ostwärtsstrebenden Kolonisatoren handelte. 
Eine erste urkundliche Erwähnung des Dorfes wurde ursprünglich in dem Bericht über die frommen Werke des Bischofs Otto von Bamberg  um das Jahr 1140 vermutet. Die dort genannten Erwerbungen fanden von 1102 bis zum Tod Ottos 1139 statt. Durch neue Erkenntnisse des Historischen Forums Gefrees im März 2009 wurde die bis dahin geltende Ersterwähnung des Dorfes als „Metilesreuth“ durch eine Namensanalyse widerlegt. Offiziell galt bis dahin das Jahr 1102 als früheste urkundliche Erwähnung. Man ging ursprünglich bei der Wahl dieses Jahres davon aus, dass Mechlenreuth bereits vor 1140 seit langem bestanden haben muss.
Am 9. März 1185 bestätigte der damalige Papst Lucius III. den Zisterziensermönchen des Klosters Waldsassen ihre Besitztümer, wobei auch Mechlenreuth genannt wurde. Zu diesem Zeitpunkt war allerdings unklar, über welchen Besitz die Mönche im Dorf verfügten. Erst im Jahr 1220 wurde ein Gut bestätigt. Dieses von Waldsassen sehr abgelegene Gut wurde vermutlich den Mönchen von damaligen Ministerialen geschenkt und als Raststätte benutzt. Das Mutterkloster von Waldsassen, Kloster Volkenroda, war etwa sieben, das Kloster Waldsassen zwei Tagesmärsche von Mechlenreuth entfernt. Die weiteren Besitzverhältnisse im Dorf sind unbekannt. Der Heimatforscher Karl Dietel ging davon aus, dass das Gebiet um Münchberg zwischen 1220 und 1240 von den Herren von Sparneck übernommen wurde. Die vermutlichen Vorbesitzer, die Walpoten, sollen das Gebiet noch vor 1240 verlassen haben.
In einer Urkunde von König Ludwig IV. vom 7. März 1323 wurden erstmals Rechte der Sparnecker am Dorf bestätigt. Mechlenreuth tritt darin als Reichslehen auf. Eigentümer des Dorfes war König Ludwig, der es den Herren von Sparneck zu Lehen gab. Mit der Urkunde wurde auf Wunsch von Johannes von Sparneck Mechlenreuth an die Brüder Eberhardt und Ulrich von Bindlach übergeben. Ab dem Jahr 1400 ist das Gut des Klosters Waldsassen in Mechlenreuth nicht mehr in deren Salbuch vermerkt. Ein burggräfliches Register über Gericht und Stadt Münchberg zählte im Jahr 1408 zehn Höfe in Mechlenreuth auf, wovon neun die Sparnecker besaßen. Die Bindlacher Rechte an Mechlenreuth bestanden nicht mehr. Das verbliebene Gut gehörte dem Kloster Himmelkron, wahrscheinlich als Schenkung der Ordensbrüder aus Waldsassen, sofern sie es nicht in Zahlung gegeben hatten. Der Sparnecker Besitz im Dorf war nach wie vor Reichslehen. Durch die Krönung Ludwigs zum Kaiser gingen die Rechte am Dorf später auf Kaiser Sigmund über. Am 16. April 1418 übergab dieser den Herren von Sparneck seine Güter als Lehen.
Bedingt durch den ab 1523 sinkenden Einfluss des Sparnecker Adelsgeschlechtes und den Verlust ihrer meisten Burgen und Ländereien waren sie zu Verkäufen gezwungen. So beschlossen die Brüder Wolf und Georg von Sparneck Güter, darunter auch Mechlenreuth, an die Markgrafen Georg und Albrecht von Brandenburg-Kulmbach (Fürstentum Bayreuth) zu veräußern, die sie ihrem Amt Münchberg einverleibten. In der Verkaufsurkunde, datiert auf den 13. November 1537, wurden insgesamt zwölf Höfe, eine Herberge, verschiedene Teiche sowie eine ehemals eingefriedete Edelmannsbehausung erwähnt. Für das Reichslehen bestätigte Kaiser Karl V. den Verkauf einige Jahre später am 24. März 1541. Die Lehensherrschaft ging an die Markgrafen über.
Als Teil des Amtes Münchberg gehörte Mechlenreuth zum Fürstentum Bayreuth. Im Dreißigjährigen Krieg gab es anfänglich aufgrund der Neutralitätserklärung des Markgrafen Christian keine direkten Kriegshandlungen. Schon bald aber wurden Musterungen abgehalten, um ein Gegengewicht zu den bevorstehenden Truppendurchmärschen zu schaffen. Hierbei waren vermutlich auch die Bürger aus Mechlenreuth in der Pflicht. Die Lage änderte sich erst grundlegend, als im Jahre 1631 die Neutralität aufgegeben wurde. Verschiedene Konfliktparteien zogen in der Folge durch das Gebiet. Sowohl die Verbündeten als auch der Feind gingen mit der örtlichen Bevölkerung gleichermaßen grausam um. Immer wieder war von Einquartierungen, Raub und Mord die Rede. Aus den Kirchenbüchern dieser Zeit geht hervor, dass mehrere Todesopfer aus Mechlenreuth zu beklagen waren. Ein Beispiel war der am 11. Februar 1633 vom Feind „beschädigte“ Hans Fischer. Ein Verzeichnis vom September 1635, der Spezialextrakt der Hauptmannschaft Hof, zählt im Amt Münchberg „40 Witwen und angehörig 13 Kinder, 76 Vollwaisen, 46 abgebrannte Häuser sowie 113 ödliegende Höfe, Häuser und Güter“ auf. Die Zahlen geben auch ungefähr die Situation im Dorf Mechlenreuth wieder. Mit dem Westfälischen Frieden endete dieses dunkle Kapitel der Dorfgeschichte.

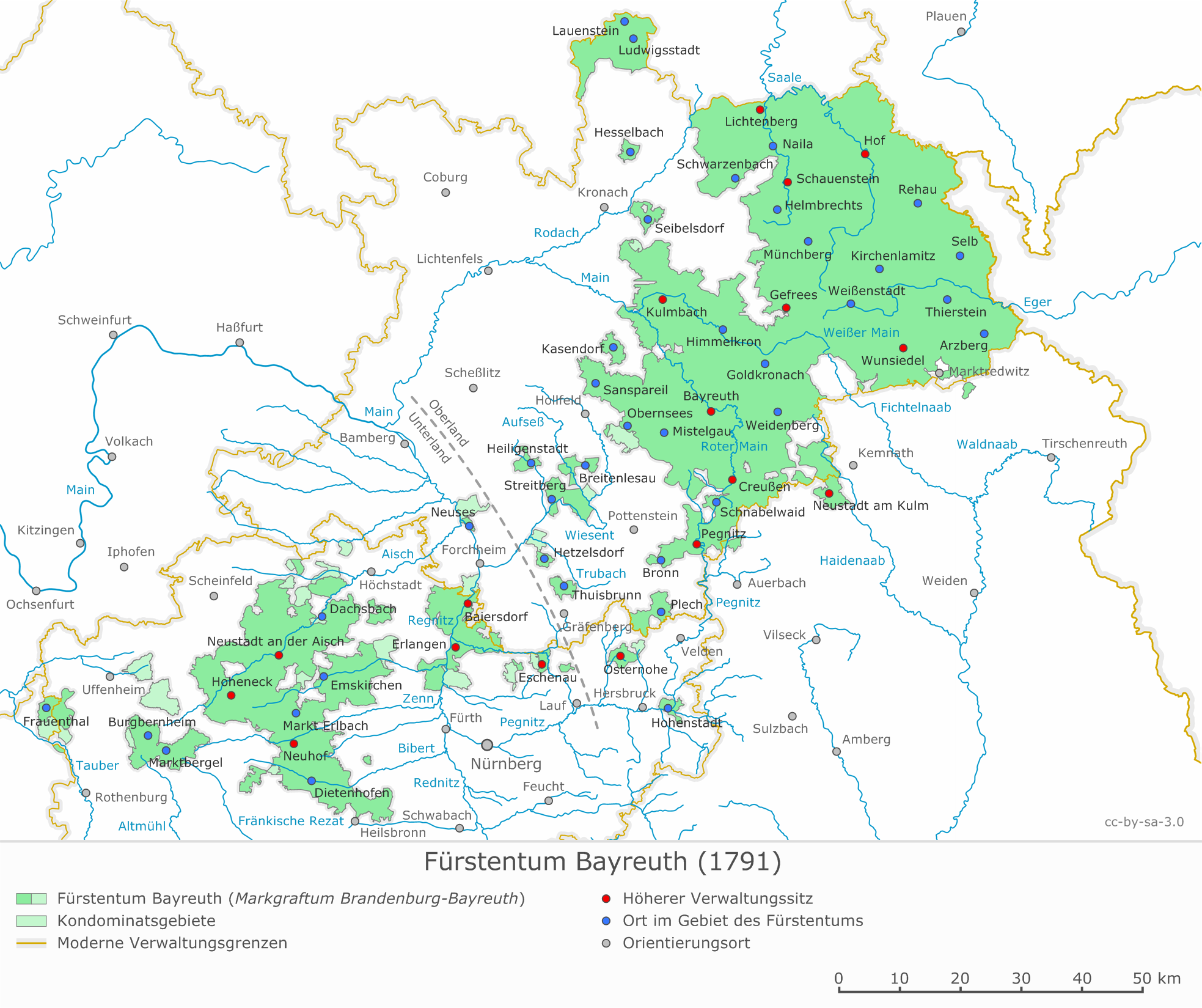
Territorium des Fürstentums Bayreuth (1791)

Im Jahr 1791 wurde das Gebiet mit einem Geheimvertrag an den preußischen Staat verkauft. Während des Vierten Koalitionskrieges drangen am 8. Oktober 1806 Napoléons Truppen auf ihrem Vormarsch nach Nordosten ins Münchberger Gebiet ein, nachdem die Preußen unter General Bogislav von Tauentzien abgezogen waren. Nach vernichtenden Niederlagen Preußens musste 1807 im Frieden von Tilsit das Fürstentum Bayreuth an das französische Kaiserreich abgetreten werden. Unter Beibehaltung der preußischen Verwaltungsstrukturen wurde es zunächst einer französischen Militärverwaltung unterstellt und im anschließenden Fünften Koalitionskrieg kurzfristig von Österreich besetzt. In dieser Zeit hatte man erneut unter Truppendurchzügen zu leiden. Nach der Niederlage Österreichs und dem Frieden von Schönbrunn hatten die Franzosen das Gebiet wieder unter Kontrolle. Am 30. Juni 1810 endete die Existenz des Fürstentums Bayreuth und Mechlenreuth gehörte von da an zum Königreich Bayern. Vom Jahr 1818 bis 1837 war Mechlenreuth Teil der Ruralgemeinde Kleinlosnitz.
1837 entstand die Ruralgemeinde Mechlenreuth. Zu dieser gehörten die Orte Dietelmühle, Käshütte, Mussen, Schweinsbach, Obere Eiben, Rußhütte und Untere Eiben. In den beiden Weltkriegen starben 57 Menschen aus der Gemeinde, 23 davon im Ersten und 34 im Zweiten Weltkrieg. Im Jahr 1945 marschierten amerikanische Streitkräfte in Mechlenreuth ein. Kurz darauf löste Karl Gräf Karl Wolfrum als Bürgermeister ab. Zahlreiche Flüchtlinge und Vertriebene wurden der Gemeinde, die zur amerikanischen Besatzungszone gehörte, zugewiesen. Durch die Gründung der Bundesrepublik Deutschland im Jahre 1949 gehörte die Gemeinde Mechlenreuth politisch zum Freistaat Bayern. In dieser Zeit entstand als Neubaugebiet der Gemeindeteil Mechlenreuth-Nord an der ehemaligen Kreisstraße MÜB 2 (heute HO 18) von Münchberg nach Sparneck. Er hat derzeit etwa 330 Einwohner. Umfangreiche Sanierungs- und Verschönerungsmaßnahmen fanden in der Gemeinde in den 1960er-Jahren statt.
Im Rahmen der bayerischen Gebietsreform gab es Bestrebungen, die Gemeinde Mechlenreuth nach Münchberg einzugliedern. Der Gemeinderat gab dazu am 22. Februar 1972 sein prinzipielles Einverständnis. Wegen der guten finanziellen Lage wurde aber beschlossen, mit diesem Schritt noch einige Jahre zu warten, um bereits begonnene oder geplante Aufgaben abzuschließen. Am 1. Mai 1978 erfolgte dann die Eingemeindung nach Münchberg. Zu diesem Zeitpunkt hatte die Gemeinde eine Fläche von 982 Hektar. Vom 27. bis 28. Juli 2002 feierte Mechlenreuth das 900-jährige Bestehen des Dorfes.

### Kapelle und Turmhügel
Im Mittelalter stand auf dem Nordosthang des Kapellenbergs vermutlich eine Kapelle. Der Überlieferung nach wurde sie auf einer ehemaligen Wasserquelle erbaut. Über ihren Schutzpatron ist nichts bekannt. Die Kapelle soll nach Zell gehört haben und von dort bei Prozessionen aufgesucht worden sein. Eine Bodenmulde in der Nähe des heutigen Kriegerdenkmals kennzeichnet noch den ehemaligen Standort.
Erstmals urkundlich genannt wurde eine Befestigung in Mechlenreuth am 19. April 1533. Wahrscheinlich handelte es sich um einen Turmhügel (Turmhügel Mechlenreuth), der damals eine beliebte Befestigungsform darstellte. Das Verzeichnis der Herren von Sparneck spricht vom „Wall im Dorf“. Dieser Turmhügel war vermutlich ein runder Erdhügel mit Palisadenwall und Wassergraben. In der Mitte des Hügels stand ein Turmhaus. Die Anlage diente dem Schutz des Dorfes und der Straße oder als Fronhof. Einige Jahre später, am 20. Oktober 1537, und auch in der Kaufurkunde von 1537 über die eingefriedete Edelmannsbehausung wurde die Befestigung erneut erwähnt. Zur Zeit der Beurkundung hatte der Turmhügel seinen wehrhaften Charakter bereits lange verloren und war vermutlich schon stark verfallen. Für diese Annahme spricht, dass in den späteren Verzeichnissen die Befestigung wiederholt als „bei den Teichanlagen“ geführt wurde. Der Hügel wurde etwa im 17. oder 18. Jahrhundert abgetragen, um aus dem bestehenden Wassergraben einen Teich zu bilden und diesen für die Fischzucht zu erweitern. Der Teich besteht noch als Dorfteich.

### Einwohnerentwicklung
Die ersten gesicherten Einwohnerzahlen für Mechlenreuth stammen aus dem 1792 geschriebenen Bericht Gegenwärtiger Zustand der Landeshauptmannschaft Hof. Durch den Ersten Weltkrieg (1914–1918) sank die Zahl der Einwohner von Mechlenreuth, erholte sich aber bis zu den Volkszählungen 1933 und 1939 wieder. Nach dem Zweiten Weltkrieg, wurde ein drastischer Anstieg der Einwohnerzahlen durch Flüchtlinge aus den ehemaligen deutschen Ostgebieten verzeichnet. In den ersten Nachkriegsjahren verminderte sich die Einwohnerzahl aber wieder. Seit 1986 pendelt die Einwohnerzahl von Mechlenreuth um etwa 200.
| 1792 | 112  | 1951 | 379   | 2004 | 199 |
| 1880 | 184  | 1961 | 580** | 2005 | 210 |
| 1895 | 194  | 1970 | 578** | 2007 | 200 |
| 1905 | 218  | 1984 | 226   | 2009 | 202 |
| 1910 | 228  | 1986 | 208   |      |     |
| 1925 | 182  | 1991 | 215   |      |     |
| 1933 | 247* | 1995 | 212   |      |     |
| 1939 | 294* | 2000 | 193   |      |     |

* Volkszählung
** Volkszählung: Gemeinde Mechlenreuth

## Politik
Der ehemalige Gemeinderat bestand aus acht Gemeinderäten und dem Bürgermeister. Letzter Bürgermeister war der Bauunternehmer Alfred Lottes. Nach der Kommunalwahl im März 2020 ist das Dorf mit drei Räten im Stadtrat von Münchberg vertreten (zwei aus dem Dorf und einer aus Mechlenreuth-Nord). Der Stimmbezirk Mechlenreuth hatte dabei das amtliche Wahlergebnis 50,78 % CSU, 36,06 % SPD und 13,16 % MWG (Münchberger Wählergemeinschaft).
Die ehemaligen Gemeindevorsteher und Bürgermeister waren, soweit bekannt:
- 1782 Adam Kayser (Dorfschultheiß)
- 1867–1876: Wolfrum
- 1876–1882: Kielmann
- 1882–1894: Johann Renner
- 1894–1904: Balthasar Hoffmann
- 1904–1912: Nikol Schatz
- 1912–1925: Balthasar Kielmann, parteilos
- 1925–1934: Karl Wolfrum, parteilos (Mussen) Günther Beckstein bei seinem Firmenbesuch in Mechlenreuth

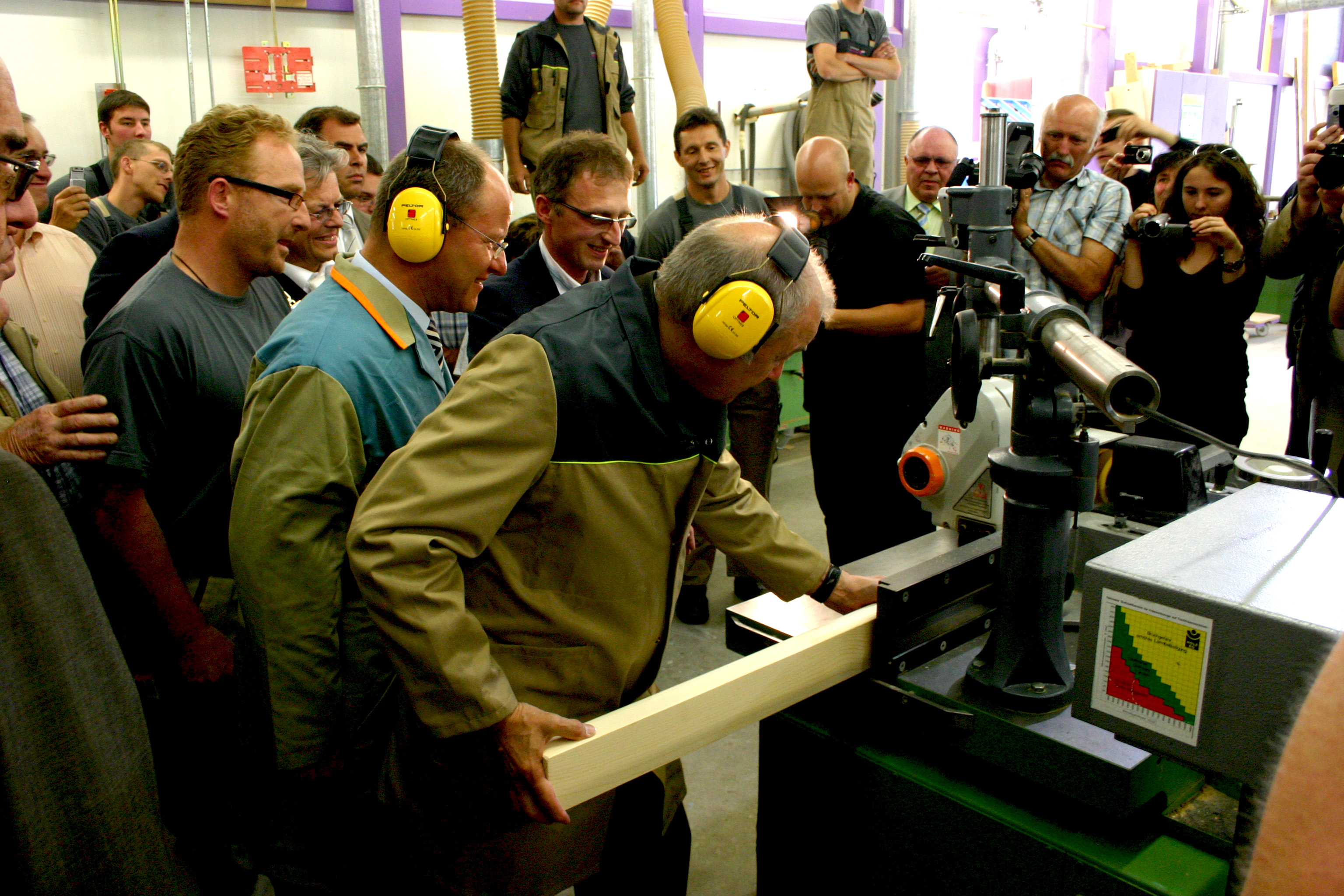
Günther Beckstein bei seinem Firmenbesuch in Mechlenreuth

- 1934–1945: Karl Wolfrum, NSDAP (Mechlenreuth)
- 1945–1952: Karl Gräf, parteilos
- 1952–1978: Alfred Lottes, parteilos

Am 26. August 2008 besichtigte Ministerpräsident Günther Beckstein in Begleitung eines sicherheitstechnischen und medialen Großaufgebots einen Betrieb in Mechlenreuth. Unter den Gästen befanden sich neben Kommunalpolitikern und dem Münchberger Bürgermeister Thomas Fein der Bundestagsabgeordnete Hans-Peter Friedrich und der Landtagsabgeordnete Alexander König. Die öffentliche Veranstaltung besuchten etwa 200 Personen.

## Kultur und Sehenswürdigkeiten

### Bauwerke

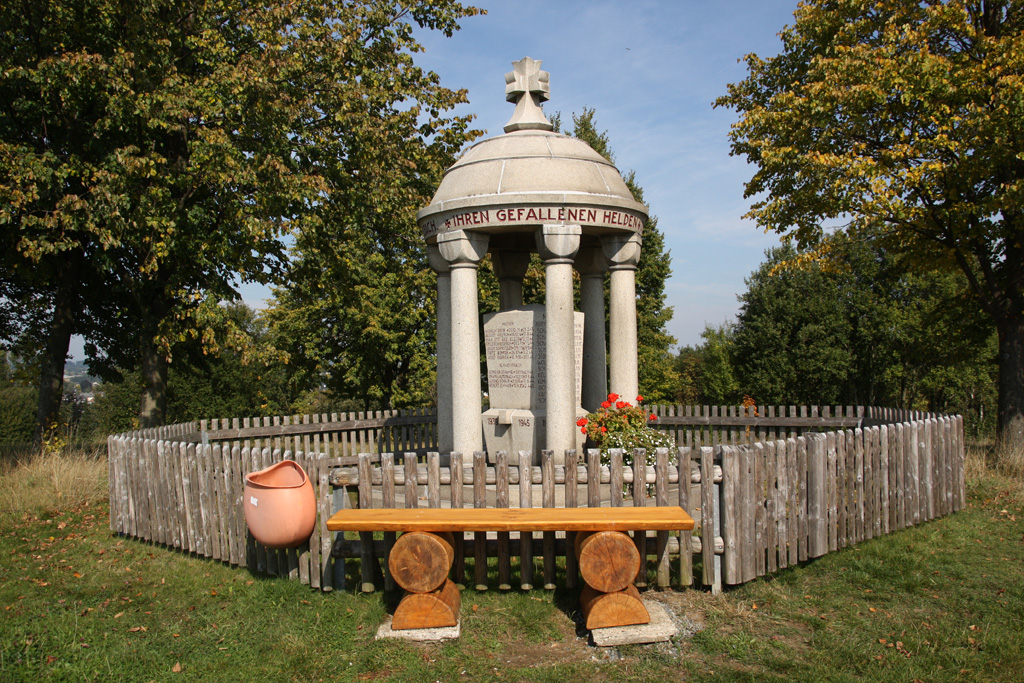
Kriegerdenkmal auf dem Kapellenberg

- In Mechlenreuth bestehen noch zwei historische Fachwerk-Bauernhäuser mit Krüppel-Walmdächern im fränkischen Stil.
- Auf dem Kapellenberg befindet sich ein Kriegerdenkmal aus dem Jahre 1926, das sich durch seine markante Form von anderen Denkmälern dieser Zeit abhebt. Auf einem zweistufigen sechseckigen Granitblock stehen sechs Säulen, auf denen eine Granitkuppel mit einem wuchtigen Steinkreuz ruht, das dem Bayerischen Verdienstkreuz ähnelt. Auf dem Granitblock sind in dunkelroter Schrift die Gefallenen und Vermissten der früheren Gemeinde Mechlenreuth aus beiden Weltkriegen verzeichnet. Die Namen der Opfer des Zweiten Weltkriegs wurden nach 1945 angebracht. Die Granitkuppel trägt die Inschrift: „Ihren gefallenen Helden – Gemeinde Mechlenreuth – Mussen – Schweinsbach“.
- Die Dietelmühle befindet sich abseits des Dorfes, erreichbar über den Wirtschaftsweg Mechlenreuth–Kleinlosnitz. Den Bauern war früher der Weg von Mechlenreuth zur Obermühle in Münchberg zu weit, so dass Nickel Diettel zu Mechlareuth im Jahre 1568 am Mussenbach eine Getreide- und Schneidmühle einrichtete. Der Mahl- und Schneidbetrieb wurde vor 1958 eingestellt. Der letzte Müller war Karl Gräf.[21]

### Vereine

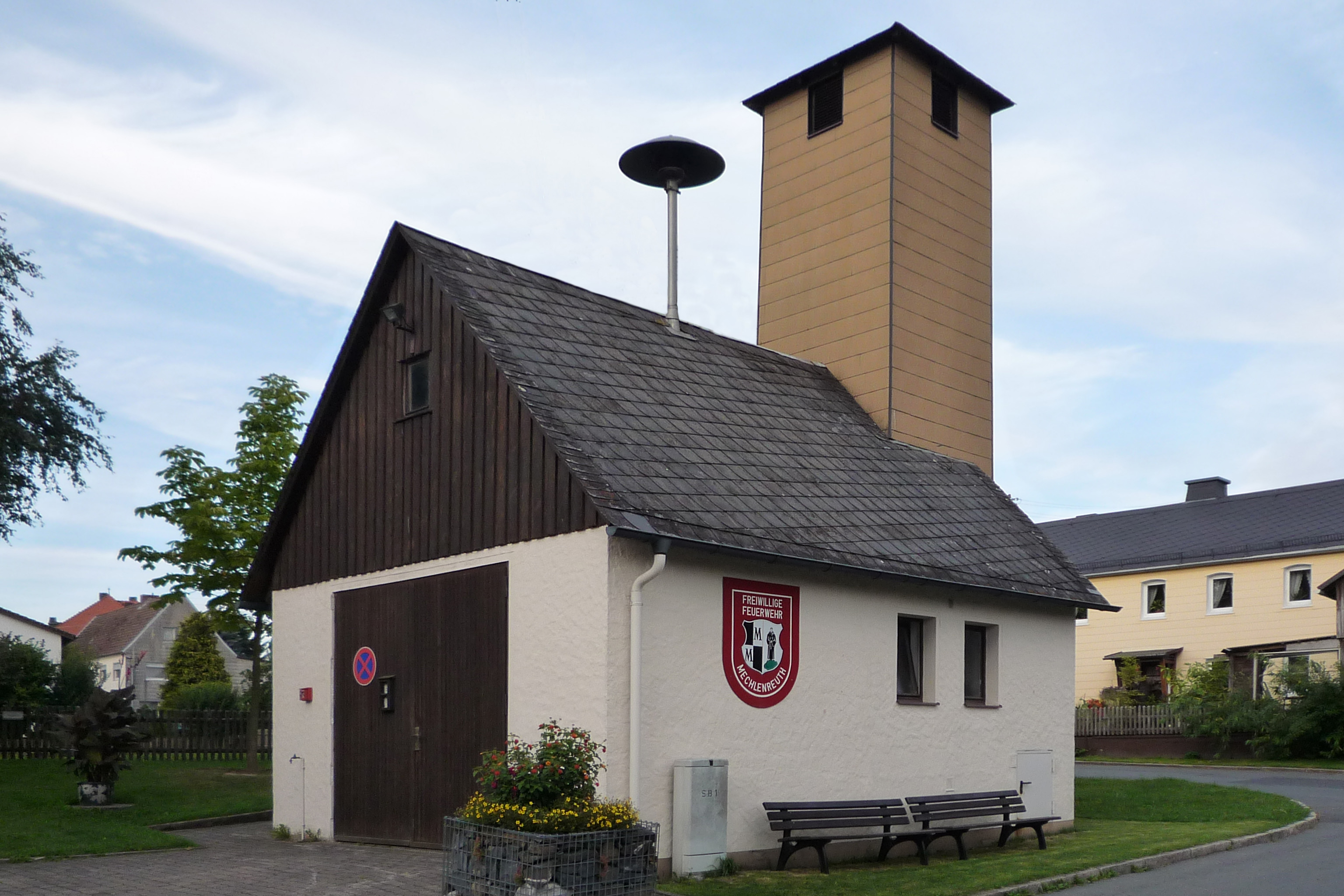
Feuerwehrhaus Mechlenreuth

- Die Freiwillige Feuerwehr Mechlenreuth wurde 1873 gegründet. Als Löschgerät stand damals eine Handdruckspritze zur Verfügung. Nach dem Zweiten Weltkrieg wurde eine Motorspritze beschafft, die 1965 durch einen Tragkraftspritzenanhänger ersetzt wurde. Dieser ist noch im Einsatz. Bereits 1963 wurde ein neues Feuerwehrhaus in Betrieb genommen und 1966 konnte der Kreisfeuerwehrtag des Landkreises Münchberg begangen werden. Im selben Jahr brannte die Ziegelei bis auf die Grundmauern nieder. Weitere Großbrände suchten die Ortschaft 1988 und 2004 heim.
- Der Geflügelzuchtverein Münchberg 1888 e. V. besitzt ein Vereinsheim mit Ausstellungshalle. Seit der Corona-Pandemie und dem Tod des ehrenamtlichen Wirtes wird es nur noch sporadisch bewirtschaftet.
- Der Reit- und Fahrverein Münchberg hat seinen Sitz in Mechlenreuth auf der Reitanlage in der Oberen Eiben mit Reithalle und Stallungen. Diese befindet sich seit 2022 in Privatbesitz.

### Regelmäßige Veranstaltungen
- Jedes Jahr gegen Ende Juli findet in Mechlenreuth ein zweitägiges Dorffest am Dorfteich statt.
- Der Reit- und Fahrverein veranstaltet regelmäßig Turniere auf der Reitanlage im Ortsteil Obere Eiben.

## Wirtschaft und Infrastruktur

### Wirtschaft

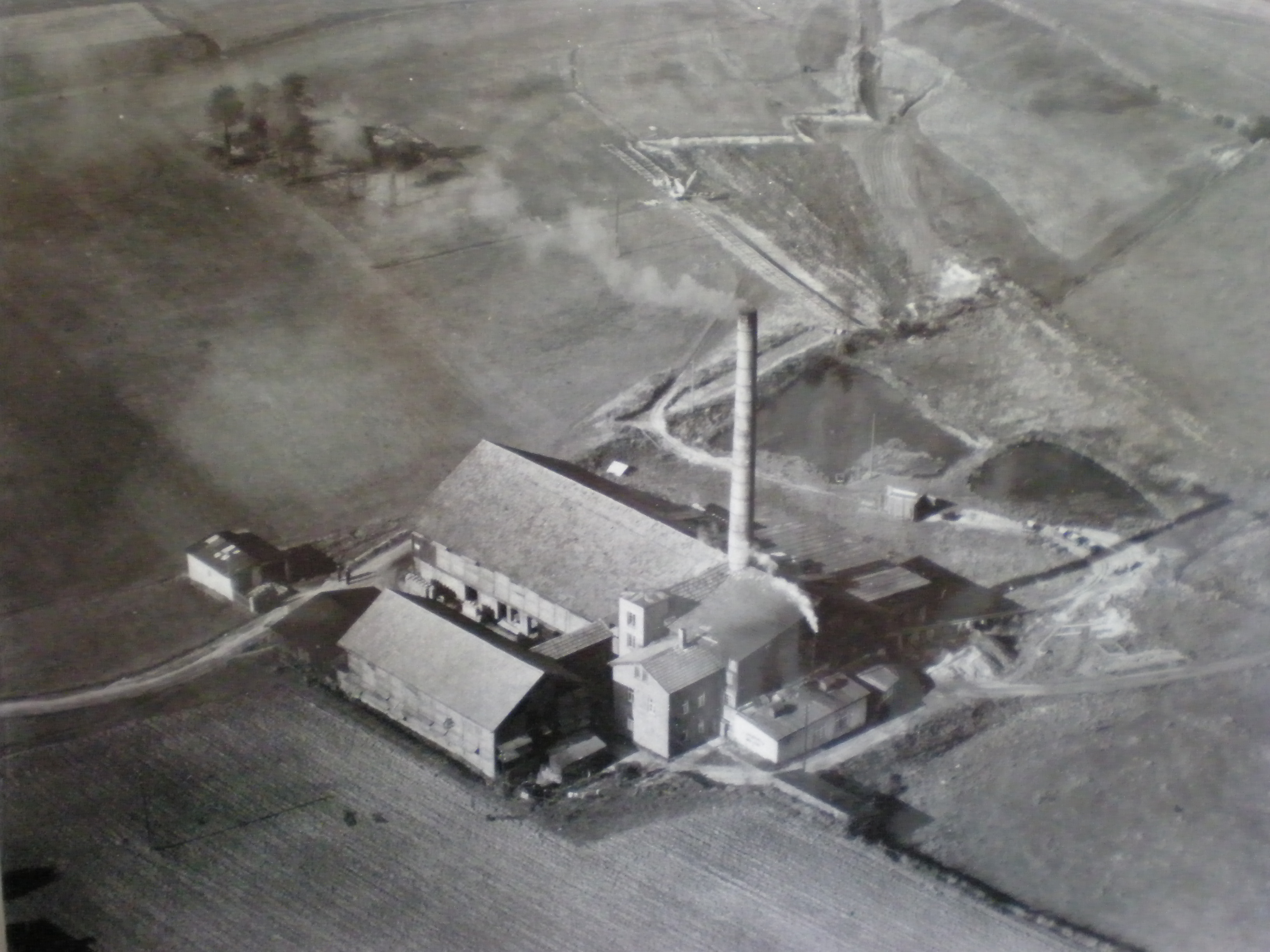
Ehemalige Dampfziegelei Mechlenreuth

Mechlenreuth war wie die meisten Dörfer zuerst landwirtschaftlich ausgerichtet und durch Bauernhöfe geprägt. Zu Beginn des 19. Jahrhunderts entstanden eine Ziegelei und eine Fleischwarenfabrik. Dadurch setzte in der Gemeinde vergleichsweise früh eine Industrialisierung ein. Nach dem Zweiten Weltkrieg gab es wegen der Nähe zur Industriestadt Münchberg einen wirtschaftlichen Aufschwung mit der Gründung einer Weberei und einer Skifabrik. Einige Jahre später (1973/1974) wurde im Gemeindeteil Eiben ein Umspannwerk errichtet, das noch in Betrieb ist. Gegenwärtig bestehen im Dorf noch vier landwirtschaftliche Vollerwerbs- und zwei Nebenerwerbsbetriebe. Außerdem gibt es eine Schreinerei, ein Architekturbüro und seit 2024 eine Ferienhaussiedlung. In der Oberen Eiben befindet sich ein Solarpark.
Die Raiffeisenkasse Mechlenreuth, die sich hauptsächlich mit dem Warengeschäft befasste, diente der vorwiegend ländlichen Bevölkerung als Selbsthilfeeinrichtung. Die Eintragung als Genossenschaft mit unbeschränkter Haftung erfolgte am 10. Juni 1919. Ihr damaliger Name lautete Mechlenreuter Spar- und Darlehenskassen-Verein. 1954 erfolgte der Bau eines Lagerhauses in Mussen, das später mit einer Gemeinschaftstiefkühlanlage ausgestattet wurde. Die Genossenschaft besaß auch eine Eindosmaschine, einen Beizapparat und eine Wiesenwalze. Zwischen 1939 und 1965 fanden insgesamt 56 Mitgliederversammlungen statt. Die einzige außerordentliche Generalversammlung ordnete die alliierte Militärverwaltung am 18. März 1946, nach der Entlassung aller bisherigen Vorstands- und Aufsichtsratsmitglieder, zur Durchführung von Neuwahlen an. Die Existenz der Raiffeisenkasse Mechlenreuth eGmbH endete 1966 durch den Zusammenschluss mit der Kasse Poppenreuth und mit der Neugründung der Raiffeisenkasse Münchberg und Umgebung eGmbH.

### Verkehr
Mechlenreuth ist erreichbar über die Kreisstraße HO 18 Münchberg–Sparneck, die B 289 Münchberg–Schwarzenbach an der Saale, die ehemalige B 2, den Wirtschaftsweg mit Radweg Mechlenreuth – Kleinlosnitz und dem Radweg Münchberg – Stockenroth. Anschluss an die A 9 besteht durch die Anschlussstellen Münchberg-Süd bzw. Münchberg-Nord. Der nächstgelegene Bahnhof befindet sich in Münchberg, erreichbar per Linienbus oder Anruf-Sammel-Taxi.

### Bildung

Ehemaliges Schulhaus und Gemeindekanzlei Mechlenreuth

Etwa ab dem Jahre 1836 existierten in der Gemeinde Schulhäuser in Mechlenreuth und Mussen. Nach der Zunahme der Schülerzahl wurde in Mechlenreuth 1908 ein neues Schulhaus errichtet, in dem auch die Gemeindekanzlei und eine Lehrerwohnung untergebracht waren. Die Schule in Mussen konnte daraufhin geschlossen werden. In den 1950er-Jahren gab es Planungen, ein neues Schulhaus zu errichten, die jedoch nicht realisiert wurden. Im Rahmen der bayerischen Landschulreform beschloss der Gemeinderat, zusammen mit den damaligen Gemeinden Sauerhof, Poppenreuth, Straas, Markersreuth und Meierhof einen Schulverband zu gründen und in Poppenreuth eine Verbandsschule einzurichten, woraufhin die Volksschule Mechlenreuth 1968 geschlossen wurde. Das Schulzimmer diente dann bis 1978 für Sitzungen des Gemeinderates, Wahlen und Bürgerversammlungen. Die Schüler aus Mechlenreuth besuchen heute die Grundschule am Kreuzberg in Münchberg, in Poppenreuth ist die Hauptschule der Stadt Münchberg untergebracht.